# Musée d'État Pirogov
Le  musée d'État Pirogov  est une institution situé à Vinnytsia en Ukraine.

## Historique
Il est ouvert dans la maison du célèbre médecin Nikolaï Pirogov. Il regroupe sa maison qui se visite et où se trouve une exposition sur sa vie. Le parc naturel du manoir est classé d'intérêt national. Une église où est enterré le médecin et la pharmacie où il a opéré.

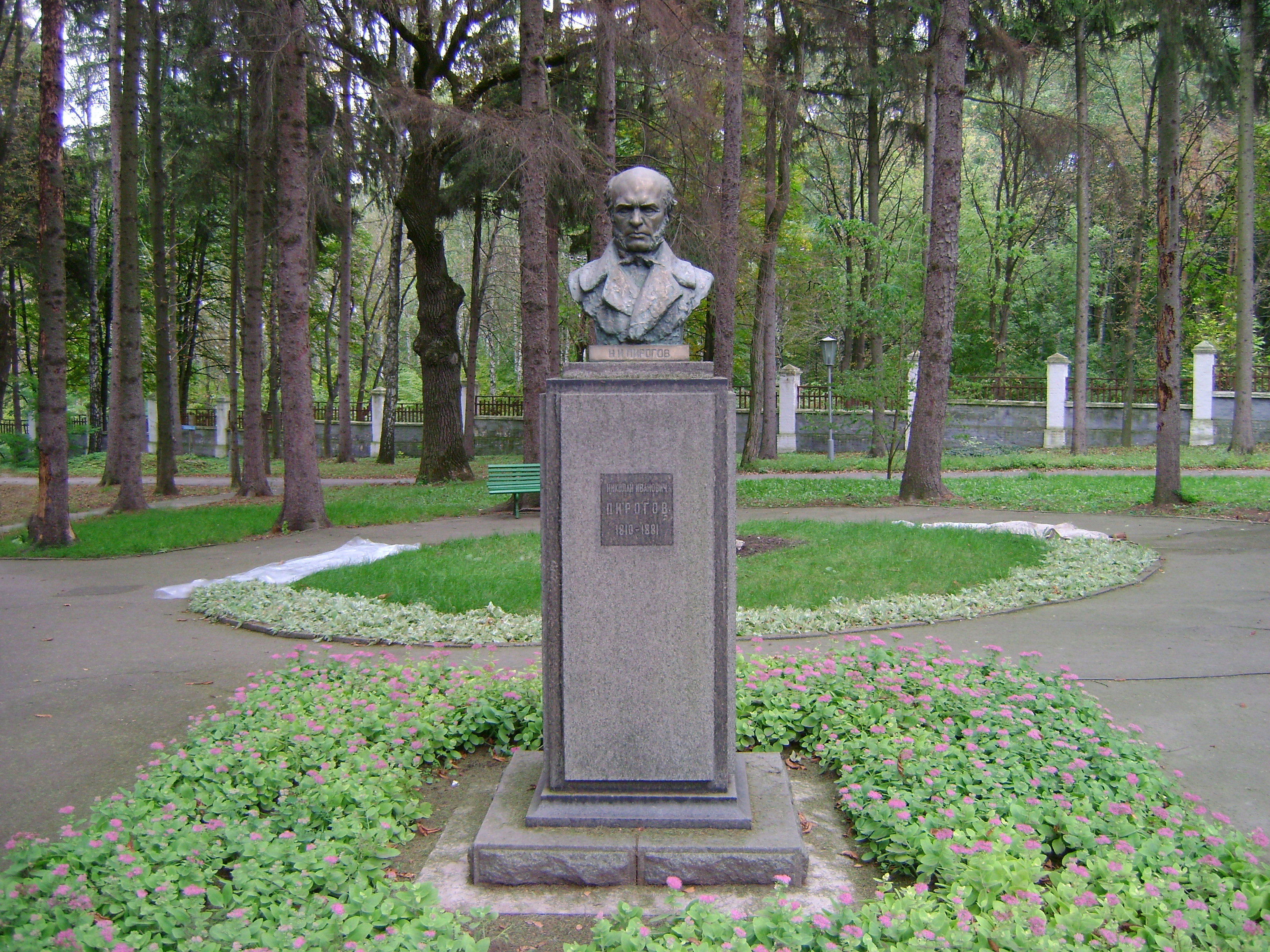
Son buste sculpté par Vassily Krestovsky, classé du parc.

Le médecin, après avoir été démis de ses fonctions d'éducateur et administrateur à Kiev, achetait la demeure du médecin Hrykoleski en 1861. Il va y demeurer jusqu'à sa mort en 1881. Il y mène son activité scientifique : opérations dans la pharmacie qu'il fait construire, culture de plantes médicinales entre autres. Le manoir reste dans la famille jusqu'en 1917, il est alors à l'abandon.
En 1927 le parc devint réserve d'Etat et enfin le 27 octobre 1944 le manoir est classé pour être restauré et inauguré le 9 septembre 1947 comme musée.

### Développement
Il abrite 16 500 objets répartis en dix salles du bâtiment d'habitation et six autres dans la pharmacie.

### La pharmacie
Le bâtiment est protégé par le Registre national des monuments immeubles d'Ukraine.

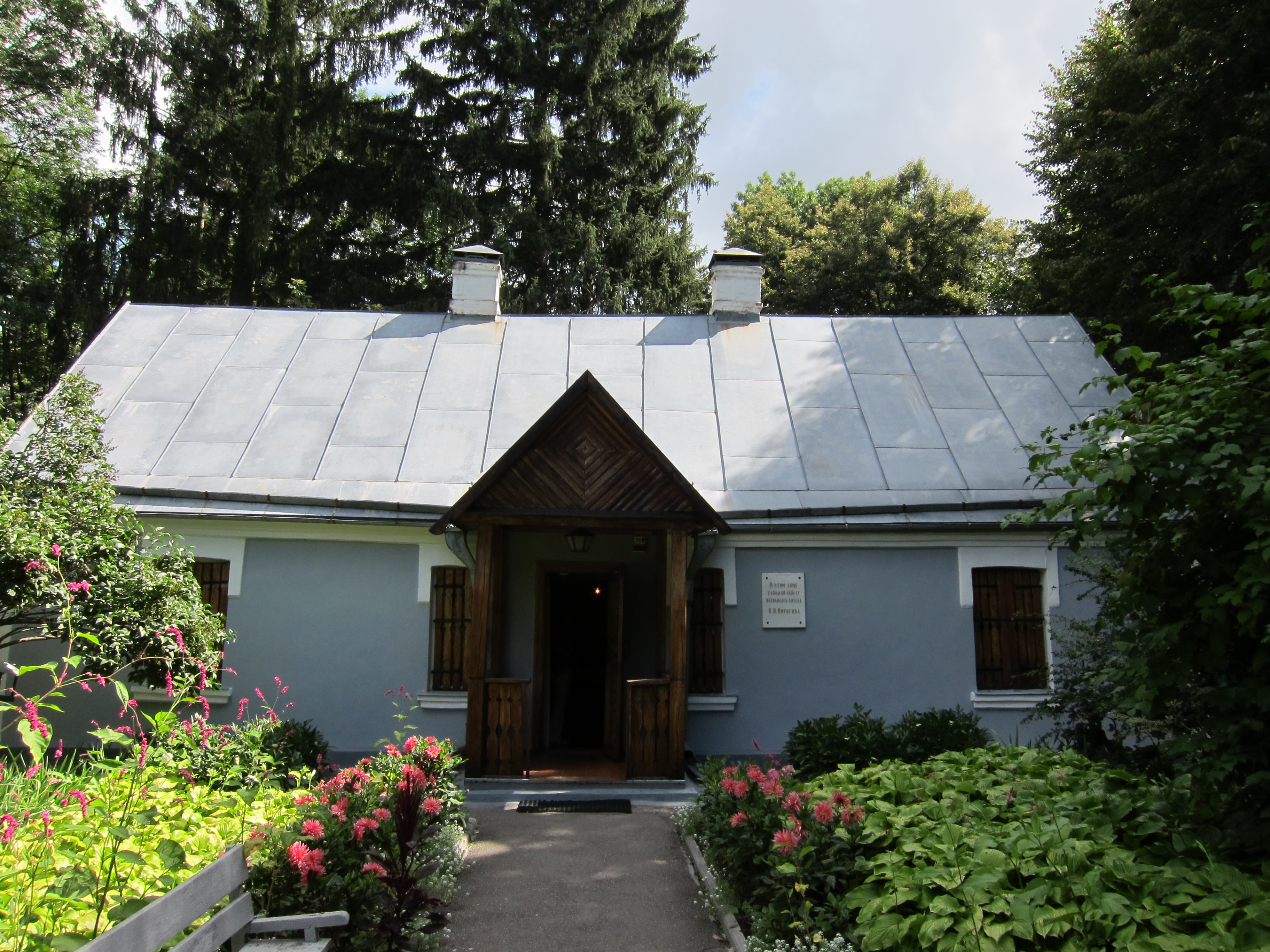
Le bâtiment et
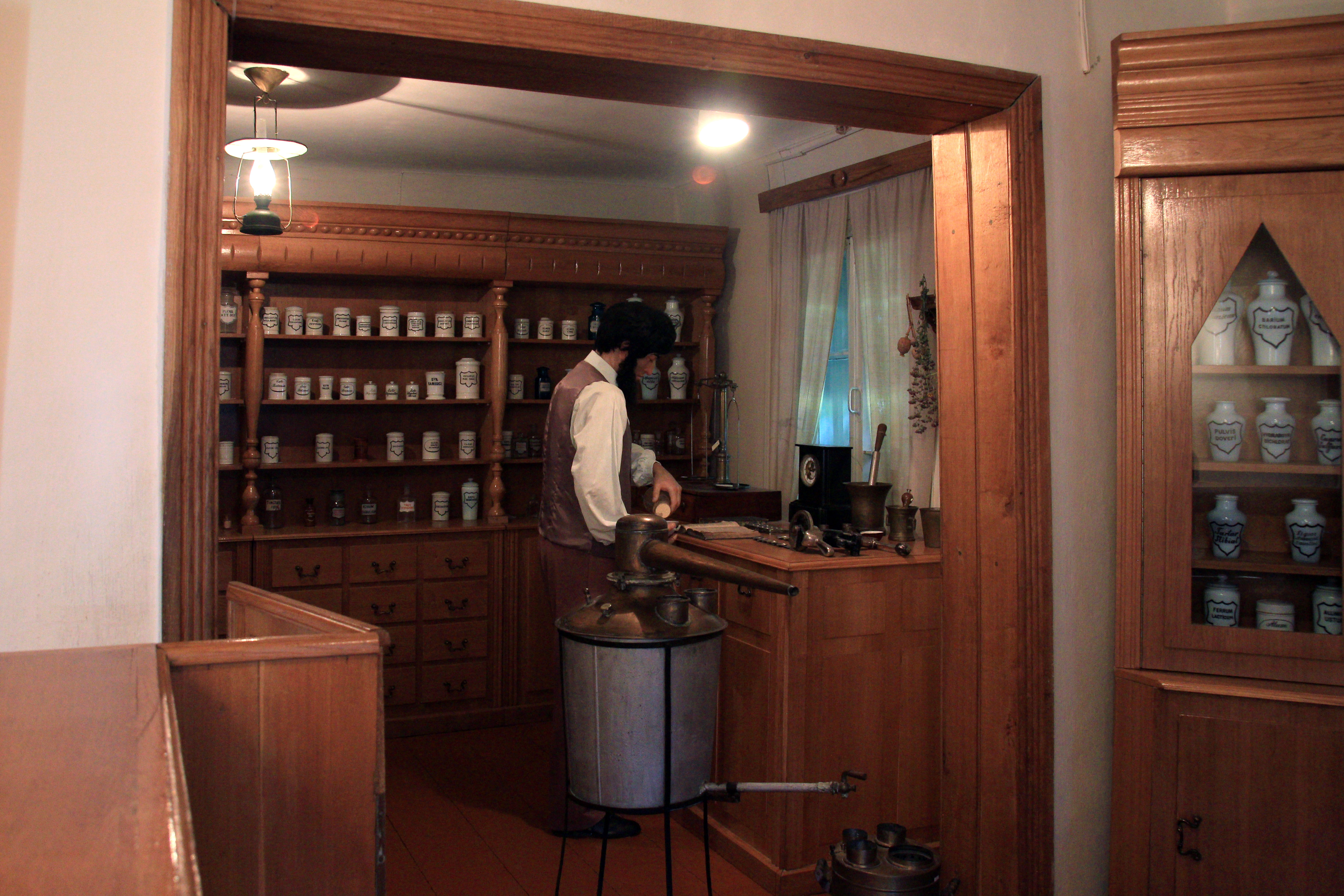
une salle.

## Galerie d'images

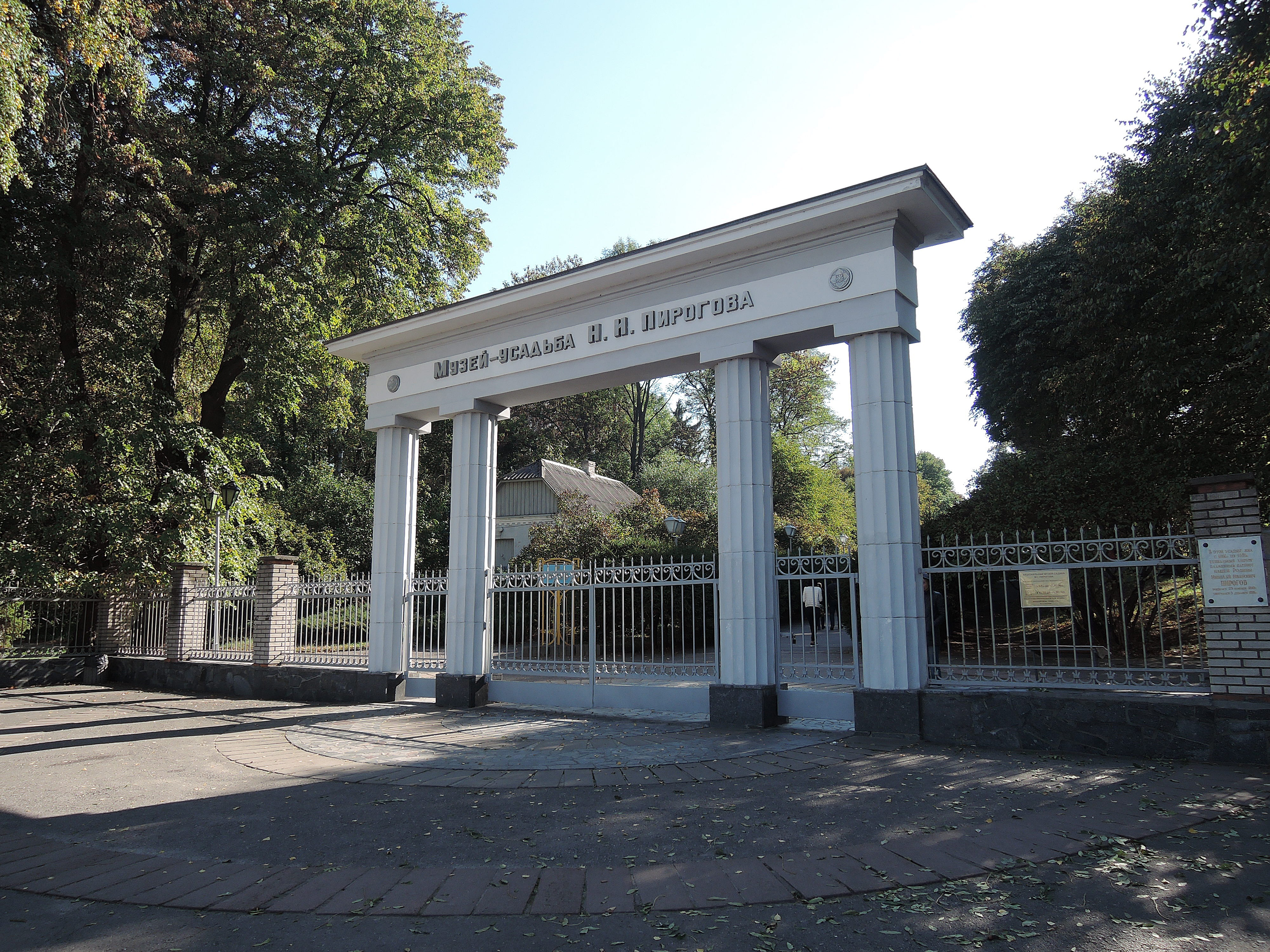
L'entrée du parc,
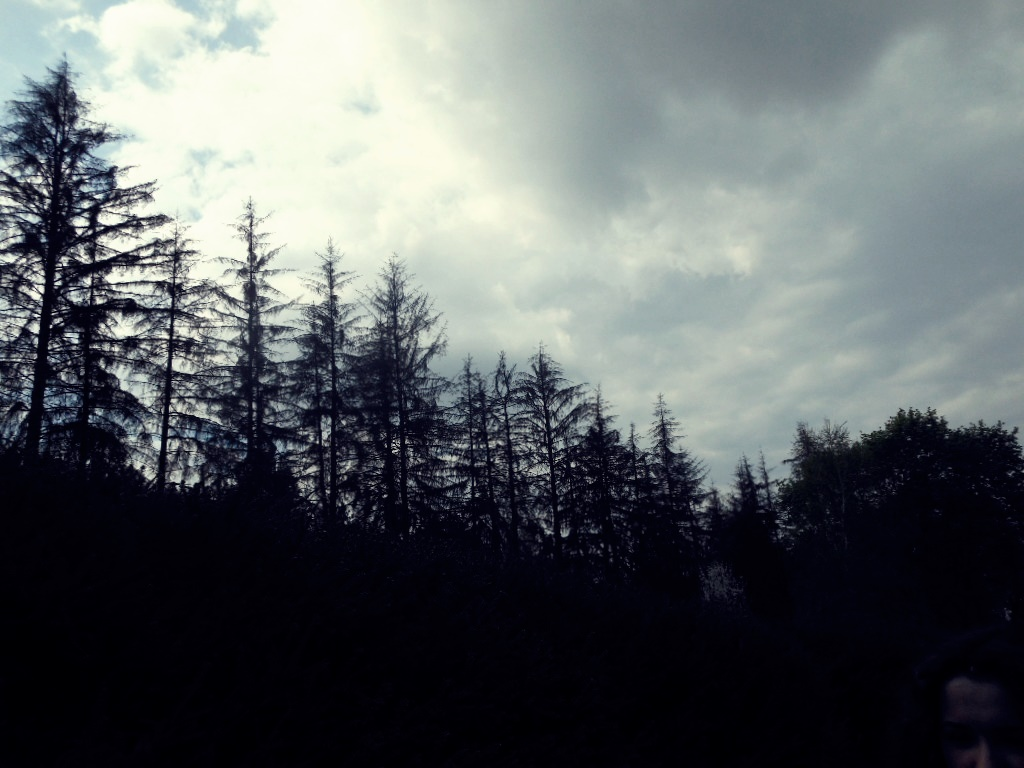
arboré.
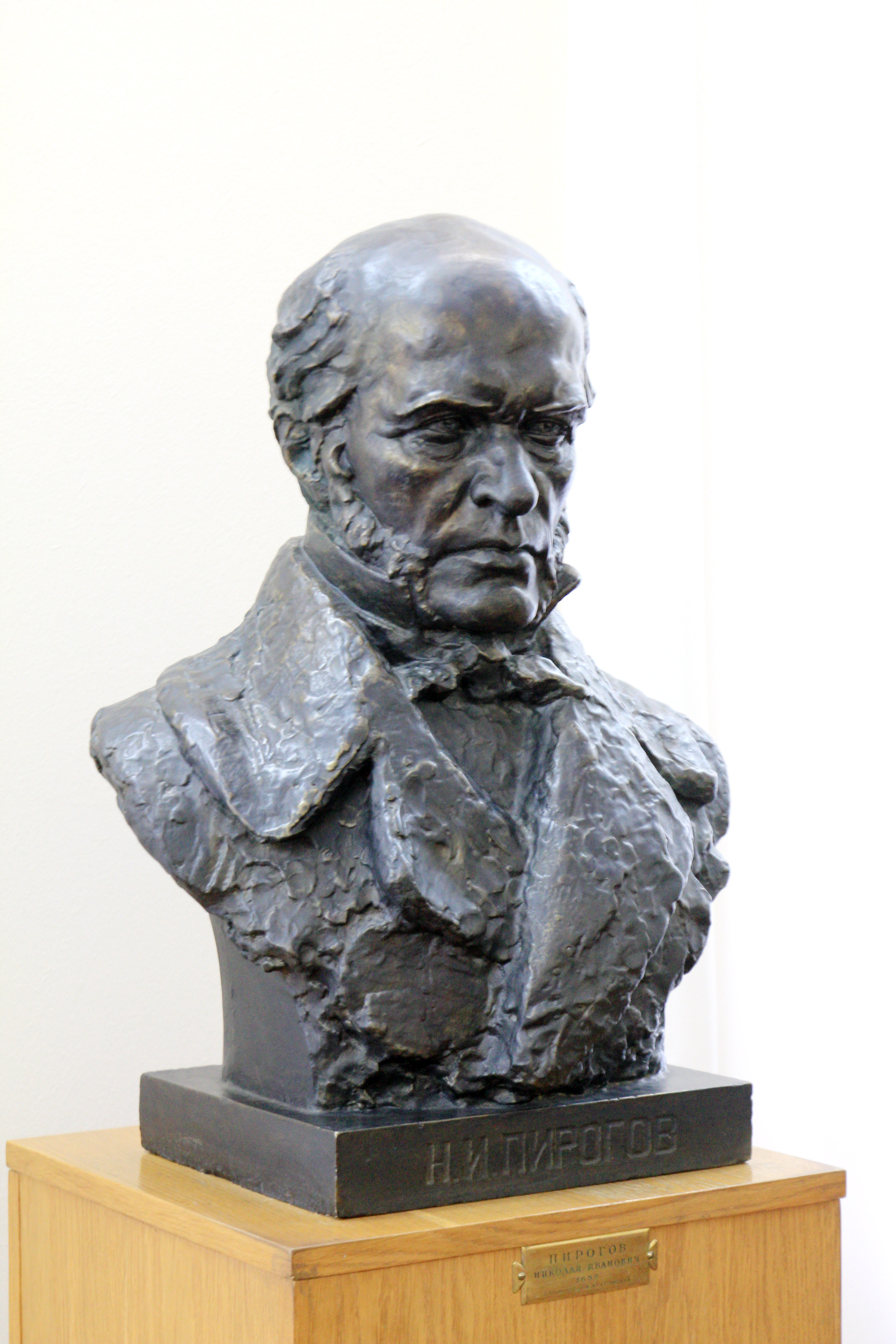
N. Pirogov en buste,
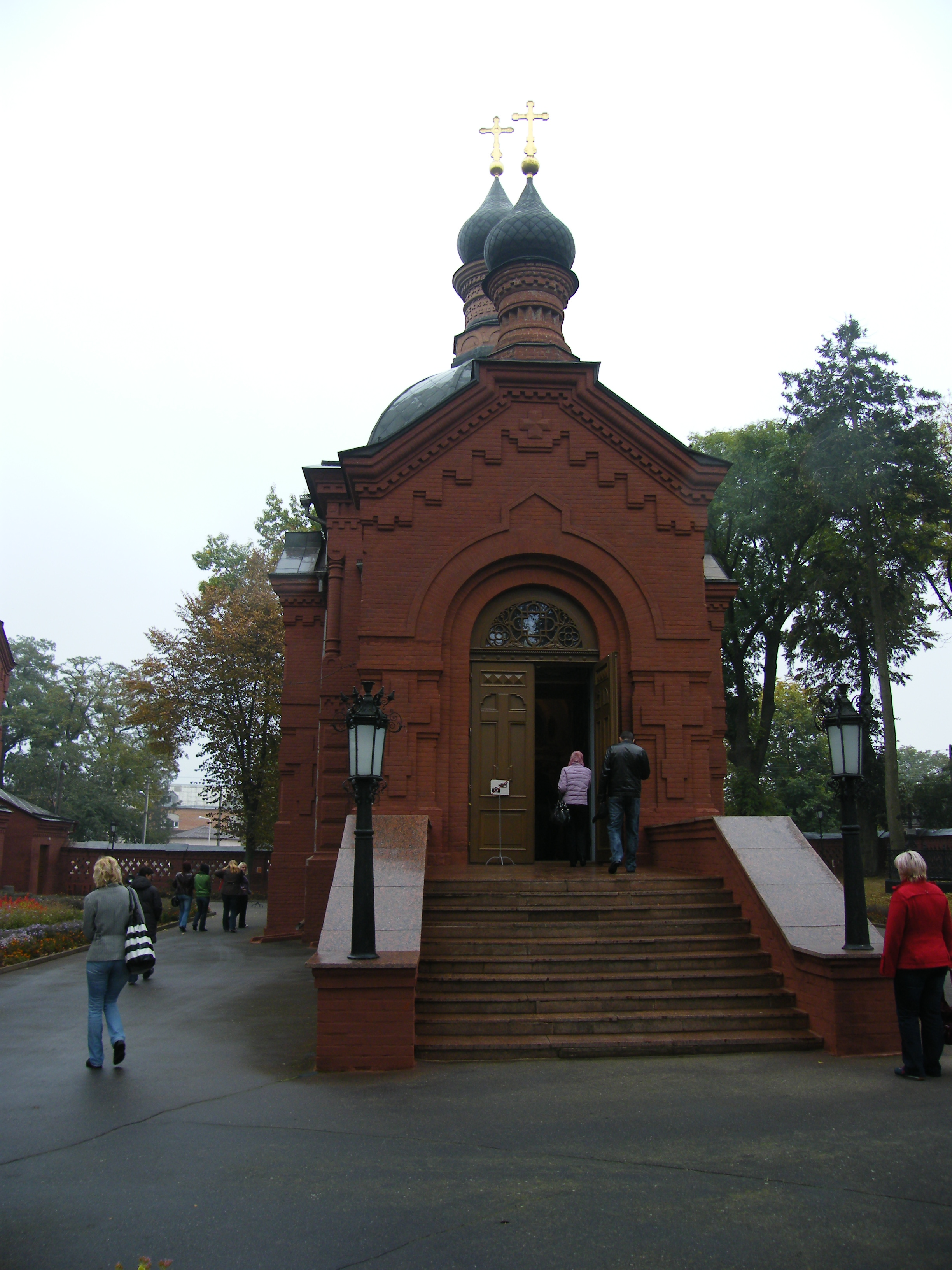
et l'église st-Nicolas,
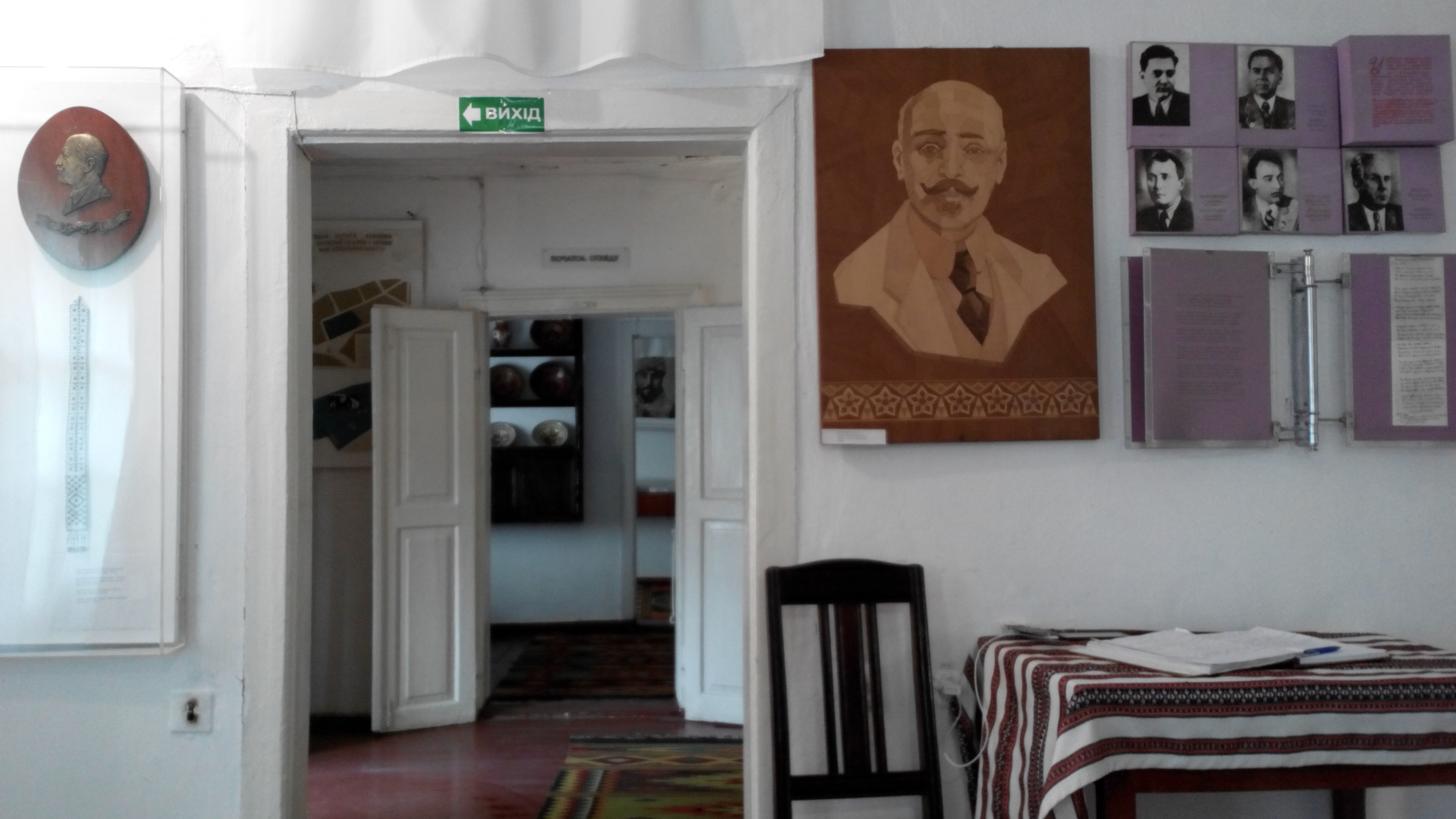
une salle
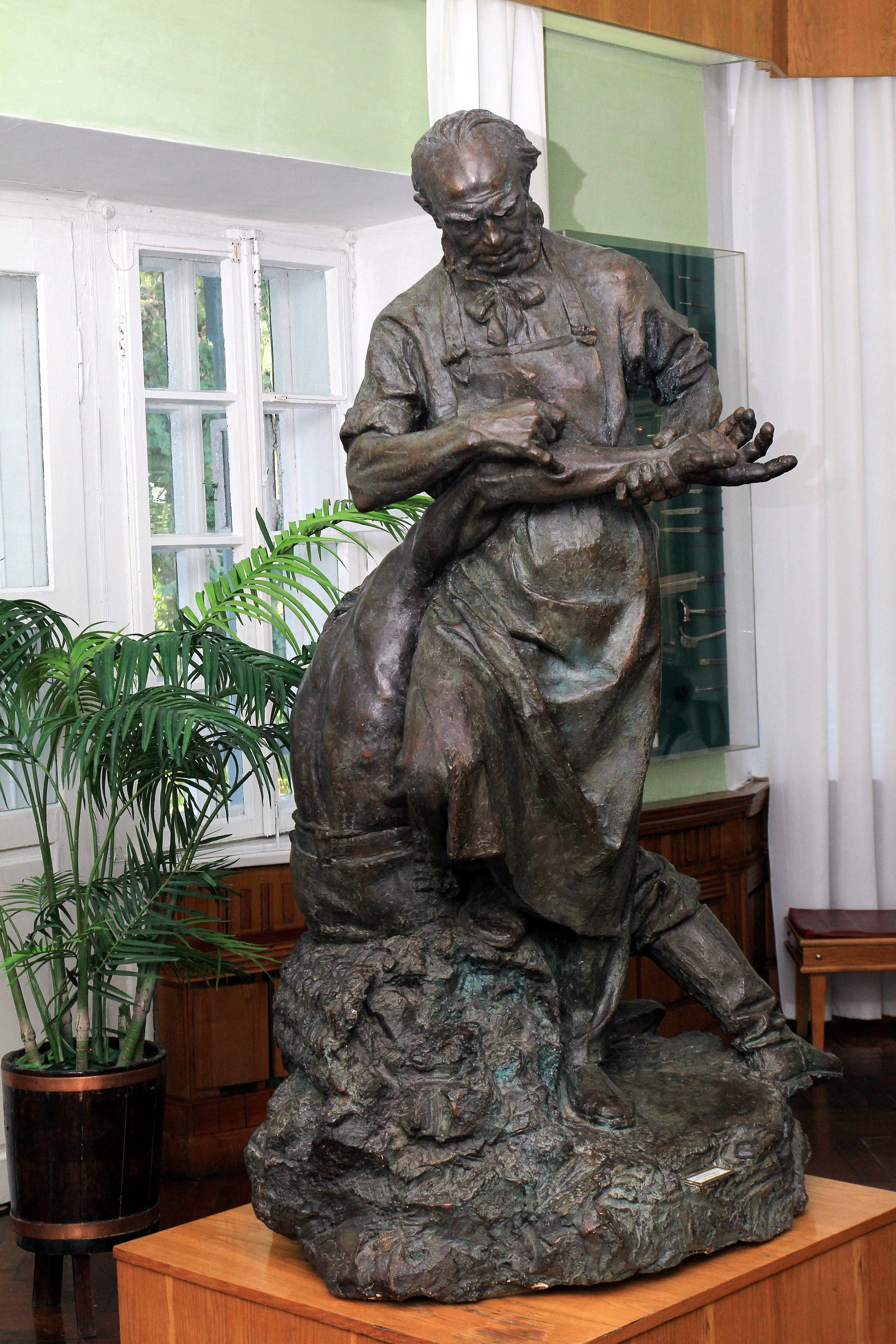
et une œuvre.